# Беатриче Висконти
Беатриче Висконти (на италиански: Beatrice Visconti, 1350 – 1410) е италианска аристократка, господарка на Грацано Висконти.

## Произход
Тя е дъщеря на Галеацо II Висконти, господар на Милано, и на неговата любовница Малгарола да Лучино. Има един брат: Чезаре. От брака на баща си има и един полубрат – първия херцог на Милано Джан Галеацо Висконти, и една или две полусестри, сред които Виоланта, графиня на Ълстър.

## Биография
През 1395 г. Джан Галеацо Висконти, господар на Милано, упълномощава полусестра си и девера си да построят замък в Грацано. Тук съпрузите се заселват с петте си деца. Съпругът на Беатриче, Джовани д'Ангуисола, също получава освобождаване от данъци от Джан Галеацо за феодалното си владение. Ангуисола поддържат владение на замъка до 1884 г. В началото на ХХ век Джузепе Висконти ди Модроне го ремонтира. Замъкът, разположен във Виголцоне в провинция Пиаченца, днес е известен като замък на Грацано Висконти и е туристическа атракция.

## Брак и потомство
∞ 1395 за благородника от Пиаченца Джовани д'Ангуисола, господар на Грацано Висконти и патриций на Пиаченца, или за Балцарино Пустерла (ок. 1340 – 1407), кондотиер. Има трима сина и две дъщери:
- Катерина Висконти, ∞ 1392 за Рение По (1362 – 1432), бургундски благородник, господар на Прюн и Рош дьо Моле, от когото има двама сина[6]
- Магдалена Висконти
- Антонио Висконти
- Бернардо Висконти
- Бартоломео Висконти